# Täterarbeit
Täterarbeit ist psychosoziale Arbeit mit gewalttätigen und potenziell gewalttätigen Menschen im Sinne einer Verhaltensänderung – zur Prävention und zum Schutz potenzieller Tatopfer. Sie wird üblicherweise von speziell geschulten Psychotherapeuten, Psychiatern, Psychologen, Lebensberatern und Sozialarbeitern durchgeführt – oftmals im Zwangskontext, d. h. aufgrund einer  gerichtlichen Auflage zur Therapie, entweder auf freiem Fuß oder in einer Haftanstalt oder in einer psychiatrischen Abteilung. Zu den bekannten Forschern im Feld gehört Rudolf Egg von der „KrimZ“ Wiesbaden.
Streng genommen ist Täterarbeit keine Psychotherapie, sondern Psychoedukation. Denn sie hat einen klaren Auftrag von außen, sprich: das Gewaltpotenzial des Patienten oder Klienten zu senken und einen Rückfall zu verhindern. Aufgrund der Strafdrohung bzw. einer möglichen Entlassung aus Haft oder Anhaltung sind die Klienten oft nicht offen gegenüber dem Therapeuten, von dem sie sich ein positives Gutachten erwarten. Eine realistische Einschätzung des Rückfallrisikos ist selbst erfahrenen Forensikern kaum möglich.
Nur selten kommen Täter und potentielle Täter freiwillig in Therapie. Hauptgründe dafür sind mangelnde Einsicht einerseits, die Strafdrohung für Gewalt und sexualisierte Gewalt andererseits. teilweise auch schlechte Erfahrungen bei einem ersten Versuch, sich zu öffnen. In der Tat haben viele Therapeuten in freier Praxis sowohl wenig Erfahrung, als auch wenig Verständnis für diese Gruppe. Ein entwickeltes Modell von Täterarbeit (Beratung und Psychotherapie/Verhaltenstherapie) wird in der Stuttgarter Bewährungshilfe umgesetzt.
Gewaltberatung ist ein Ansatz der Täterarbeit auf freiwilliger Basis und wird von ausgebildeten Gewaltberatern angeboten und durchgeführt.
Der Ansatz der Gewaltberatung nach dem Hamburger Modell (GHM) ist ebenfalls fachintern prominent. Täter, die ihr Gewaltverhalten beenden möchten, können mit Unterstützung andere, neue Handlungsmöglichkeiten kennenlernen und ihre Lebensqualität sowie die ihrer Partner entscheidend verbessern.
Neue, im Selbsthilfebereich teilweise umstrittene Präventionsansätze – wie das Projekt „Kein Täter werden“ am Institut für Sexualwissenschaft und Sexualmedizin der Berliner Charité – versuchen, pädophil orientierte Männer bereits vor der Tat zu erreichen und therapeutisch zu begleiten.